# Gyöngyössy Sámuel
Gyöngyössy Sámuel (Miskolc, 1833. november 22. – Tiszanána, 1886. május 20.) református lelkész.

## Élete
Régi nemesi családból származott, apja id. Gyöngyössy Sámuel, anyja Fazekas Zsuzsánna. Tanulmányait a miskolci református líceumban kezdte, ahol 1848-ban írta alá az iskolai törvényeket. A IX. honvédzászlóaljat éppen ekkor toborozták Miskolcon és a 15 éves ifjú a sorozó bizottság elé állott, de apja felmutatta az ifjú keresztlevelét és kihúzatta nevét. 1849-ben azonban, midőn Schlick Felső-Magyarországba tört, ő is beállt a miskolci (később borsodi) gerillák közé, ahol őrmesterségig vitte. A Debrecen felé induló Görgeit követte; ekkor azonban apja meghalt, anyja pedig halálos beteg volt. Két heti szabadságot kért és kapott; ez mentette meg az életét, mert csapatát a debreceni csatában a kozákok lemészárolták. Még két évig tanult Miskolcon; az utolsó évben Puky Miklós két fiának nevelője volt. 1851-ben Patakra, 1852-ben Debrecenbe ment, ahol a szónoklatban Révész Bálint volt a mestere. 1853-ban a hittanszakot elvégezvén, Szikszóra bocsáttatott ki rektoriára, ahol egymaga négy osztályos algimnáziumot vezetett. 1855-ben kápláni vizsgát tett Debrecenben és B.-Újfalun nyert alkalmazást; innét Révész Bálint mellé ment Debrecenbe segédlelkésznek. 1855-ben, szoboszlai Papp István halálával, a debreceni tanács helyettes lelkésznek választotta meg. 1860-ban Tégláson lett rendes lelkész, 1866-ban pedig Nyíregyházán. A politikai mozgalmak megindultával a polgári egylet megválasztotta elnökéül, ezen egyletnek aztán könyvtárt szerzett és részvények útján emeletes házat építtetett. A társadalmi mozgalmakból is élénken kivette a részét. 1870-ben a nagykállói egyház meghívását fogadta el. Itt már visszavonult a pártmozgalmak vezetésétől és a 18. századi alapon nyugvó rossz iskolákat szervezte át. Megbetegedett, s orvosainak tanácsára 1875 nyarán a miskolciak meghívását fogadta el és 1876. április 4-én oda költözött. 1879. szeptember 21-én Tiszanána választotta meg lelkészének.

## Írásai
A Császár Ferencz Divatcsarnokába (1853) Hernádvölgyi álnév alatt vidéki leveleket írt; cikkeket írt a Révész Bálint Egyházi Könyvtárába (1859-60. Jeruzsálem végnapjai, héber régiségi s történelmi tanulmány és ugyanott vallásos költeménye, Husz János és Prágai Jeromos, Az önkény áldozatai, egyháztört. tanulmány s A dúsgazdag és Lázár, szenttörténeti ballada), a Nyír és utóbb a Tisza-Vidék c. lapba (A nagy idők apró történetei, elbeszélés az 1848-49. időből, A kis főhadnagy, A hullák hídja, A hős dalárok, Fejér galamb fejér rózsa, A losonczi leány, Egy őrült nő története sat. E lapnak csakhamar egész szellemi terhe Gyöngyössy vállaira nehezült; a szerkesztő magyarul jól nem tudván, ő nézte át a kéziratokat, javította a lapot és hónapokig maga töltötte ki annak minden rovatát).

## Munkái
- Imák és egyházi beszédek tára I. füzet. Debreczen, 1862 (több nem jelent meg)
- Magyar protestáns egyházi szónoklatok. Miskolcz, 1874-75, két kötet
- Gyászbeszéd. Bpest, 1879 (halotti beszédek és imák Szathmári Király Pál fölött, többekkel együtt)
- Magyar protestáns egyházi szónoklatok. Ünnepi, alkalmi, közönséges és gyászesetekre. III-IV. füzet. Új folyam 1. és 2. füzet. Miskolcz, 1883

A Tiszavidéket 1870. január 3-tól május 2-ig névleg is szerkesztette.